# 拉姆 (福星小子)
拉姆（日语：ラム）為日本漫畫家高橋留美子在1978年發表的作品《福星小子》裡登場的女主角，她是來自於「鬼星」的外星少女。外觀上在頭頂長有如日本妖怪「鬼」模樣的尖角，並身著虎紋比基尼模樣的衣裳。她有著能在天空飛行，以及從手中放出電流攻擊的特殊能力。
在作品上登場後，拉姆獲得許多讀者的正面迴響，有被大眾媒體視為日本動漫中最具代表的女性角色之一。

## 劇情描述
拉姆在《福星小子》裡最初被描述為企圖入侵地球的外星人。當時拉姆的父親向男主角諸星當表示著，願意讓他與拉姆進行一場追逐的比賽，若諸星當能夠在比賽時間結束前抓到拉姆頭上尖角的話，便答應放棄入侵地球的計劃離開。
之後諸星當靠著一些手法跟技巧成功獲得勝利，而拉姆在比賽結束時因誤解了諸星當的一些言行，弄錯成以為對方打算娶她作為妻子。隨後拉姆徹底迷戀上了諸星當，便離開故鄉母星待在地球裡，與諸星當過著同居生活。
來到地球的拉姆平時積極地圍繞在諸星當身旁，並喜歡親密地稱呼他為「達令」。拉姆也主動前往諸星當就讀的友引高中入學，與他在同一班級裡上課。因拉姆的外型可人，讓她在班上受到許多男學生的歡迎。
拉姆享受並適應著在地球上的生活，她常有許多脫序無厘頭的表現；或是被諸星當對其他女性花心獻殷勤的模樣給激怒，而對他做出放出電流處罰的橋段演出。

## 角色設定
在設定上拉姆是來自宇宙中「鬼星」的外星人，名字方面被認為是引用自1970年代期間在日本走紅的美籍華裔寫真女星安格妮絲·林的原名「Agnes Nalani Lum」裡的「Lum」。
外觀上是以日本傳說中頭頂長著角、身著獸皮衣裳的妖怪「鬼」為造型，她在頭頂兩側有著如鬼那樣的短小尖角，平時打扮是穿著虎皮花紋模樣的無肩比基尼與高筒皮靴，有著暴露身軀的性感風格。起初高橋留美子在拉姆的造型上有考慮「短髮加上比基尼」與「長髮加上迷你緊身連身裝」兩種方案，之後在正式連載《福星小子》時是將上述兩種方案內容各取其一作為造型。
拉姆在說話時常會在語尾接上「～」（發音近似「咑鏘～」）或「～」（發音近似「鏘～」）之類在日本東北地方一帶的仙台腔表現，此出自於高橋留美子是小說家井上廈的書迷，其中井上廈於1973年發表的小說《青葉繁茂》文章裡的字句採用了仙台腔，高橋留美子便引用此點作為拉姆說話時的個人特色。
起初高橋留美子在連載《福星小子》時估計僅發表五篇內容，拉姆也是只會在第一篇登場的配角，不過在創作第三篇時因構想不到好的內容，便讓拉姆再度登場

。
拉姆的再次出現，改變了高橋留美子對《福星小子》的安排以及作品的世界觀，她在劇情裡的活躍程度也逐漸取代原先的女主角—諸星當的青梅竹馬三宅忍。

## 評價引用
在《福星小子》上登場後，拉姆獲得許多媒體與愛好者的正面回應，如動漫雜誌《Animage》1984年6月號發表的Anime Grand Prix動畫獎項中，拉姆被票選為最受歡迎女性角色第2名。或是2016年在日本入口網站Goo的調查中，所評選出最能代表綠色髮型外貌的動漫角色。以及於2019年由NHK電視台舉行的高橋留美子作品衆角色票選活動裡，拉姆得到第2名的成績。
曾執導1980年代《福星小子》電視動畫版的動畫導演押井守在1983年5月於雜誌《Animage》中，與另一名動畫導演宮崎駿的訪談裡表示，雖然已參與這部電視動畫節目系列有一年半時間，但仍難以猜測拉姆的內心想法；對此宮崎駿另外提出也許拉姆是個對於女性抱持著敵意的角色，才讓令人感到不好捉摸的個人見解。負責1980年代電視動畫版拉姆配音的平野文則表示著，就她個人立場而言，拉姆是名最理想的女性角色。
其它像同人誌活動Comic Market的組織者Ichikawa Koichi認為，拉姆帶動了往後動畫文化常出現的「萌」與「傲嬌」之角色屬性。日本人形模型公司海洋堂旗下的原型師BOME表示在少年漫畫裡，拉姆能稱得上頭號女主角的角色，並以她為靈感製作數款「鬼娘」形象的角色。
日本海外反應方面，美國動漫文化作家傑森·湯普森在他的著作《漫畫大全》（Manga: The Complete Guide）中，將拉姆視為最早出現在御宅文化裡的夢幻女神。另外美國樂手馬修·史威特在1991年歌曲《I've Been Waiting》的音樂影片裡，有把拉姆在動畫裡登場的各種橋段剪輯引用於該影片中，而馬修身上亦有刺著拉姆圖像的刺青。

## 商業採用
拉姆往後常被一些企業作為在商業活動上的採用，例如在1982年4月期間，關西電力有請押井守採用拉姆和其他數名在《福星小子》裡登場的角色，製作數篇提醒幼兒避免在電線杆旁放置鯉魚旗或放風箏等行為的公益廣告。女性用品方面，玩具商萬代旗下化妝品牌《CreerBeaute》於2011年有發售搭配拉姆圖像的口紅系列產品，另間化妝品廠商AC by Angelcolor也在同年推出以她為名的面部化妝粉。
其它像日本職棒球隊阪神虎於2010年在成軍75周年慶活動上，有讓高橋留美子設計出讓拉姆握著阪神虎加油旗幟的模型。真人廣告方面則有日本飲料商三得利於2014年6月期間，邀請模特兒松原堇打扮成拉姆的模樣，讓她為三得利推出的機能性飲料產品「Regain能量飲」拍攝數篇電視廣告。或是深田恭子在2019年拍攝的東京瓦斯繳費優惠廣告。